# معركة ألبيرت 1916
معركة ألبيرت (1-13 يوليو 1916) هو الاسم البريطاني للأسبوعين الأولين من العمليات الحربية البريطانية الفرنسية في معركة السوم. بدأ القصف المدفعي التحضيري للتحالف في 24 يونيو وشن المشاة الفرنسيون البريطانيون الهجوم في 1 يوليو على الضفة الجنوبية من فوكوكورت إلى السوم ومن جنوب السوم إلى غومكورت، حتى ميلين (3.2 كم) من سيري. أنزل الجيش الفرنسي السادس والجناح اليميني من الجيش البريطاني الرابع هزيمة ساحقة بالجيش الألماني الثاني، إلا أنه انطلاقًا من المناطق المجاورة لطريق ألبيرت باباوم إلى غومكورت، كان الهجوم البريطاني كارثيًا، حيث وقعت معظم الخسائر البريطانية التي بلغ عددها في ذلك اليوم 57 ألف إصابة تقريبًا. تخلى الجنرال السير دوغلاس هايغ، مخالفًا رغبات الجنرال جوزيف غوفر، عن فكرة شن الهجوم من الجهة الشمالية للطريق لزيادة فرص النجاح من الجنوب، حيث زادت القوات البريطانية الفرنسية من ضغطها عبر عدة خطوط مباشرة أقرب إلى الموقع الألماني الثاني.
تقدم الجيش الفرنسي السادس عبر هضبة فلوكورت جنوب السوم وصل إلى قرية فلوكورت بحلول مساء يوم 3 يوليو، وشن هجومًا على بيلوي أون سانتيرا وفيوليريس في 4 يوليو. اخترق الفرنسيون أيضًا الخط الألماني الثالث قبالة بيرون في لا مايسونت وبياتشيز بحلول مساء 10 يوليو. وعندها باتت التعزيزات الألمانية قادرة على إبطاء التقدم الفرنسي وصد الهجمات على بارليو. شمالي الضفة، أُمر الفيلق العشرون بتثبيت وجوده على الأرض التي استولى عليها في 1 يوليو، ولكن أيضًا أُمر بإكمال التقدم نحو الهدف الأول عند هيم بالقرب من النهر، التي استولي عليها في 5 يوليو. وقعت بعض الهجمات الثانوية وكان الهجوم الألماني المضاد عند هيم في يومي 6 و7 يوليو على وشك أن يستعيد القرية. أخّر هجوم ألماني في بوا فافيريس هجومًا بريطانيًا فرنسيًا مشتركًا من هاردكورت إلى ترونس وود 24 ساعة حتى 8 يوليو.
بدأت الهجمات البريطانية جنوب الطريق الواقع بين ألبيرت وباباوم في 2 يوليو، على الرغم من طرق الإمداد المكتظة باتجاه الفيلق الفرنسي العشرين وثلاثة فيالق بريطانية في المنطقة. استولي على لا بواسيل القريبة من الطريق في 4 يوليو واحتُلت غابتا بيرنافاي وكاتربيلر في يومي 3 و4 يوليو وبعدها اندلع القتال للاستيلاء على غابتي ترونس ومامتز وبلدة كونتالمايسون حتى الساعات الأولى من يوم 14 يوليو، وهو اليوم الذي بدأت فيه معركة بازنتين ريدج (منذ 14 حتى 17 يوليو). زُج بالتعزيزات الألمانية التي وصلت إلى جبهة السوم في معركة دفاعية حال وصولها وتكبدت العديد من الخسائر، كما تكبد أيضًا المهاجمون البريطانيون خسائر. اضطر الطرفان إلى القيام بعمليات تدريجية اتسمت بالتسرع وبسوء التنظيم وأُرسلت قوات لم تكن تمتلك معرفة كافية بالميدان إلى مهام دون استطلاع ملائم. لم تنل الهجمات دعمًا مناسبًا من نيران المدفعية التي كان تنسيقها ضعيفًا مع المشاة وأطلقت في بعض الأحيان النار على مواقع تحتلها قوات صديقة. وجهت انتقادات كثيرة إلى الهجمات البريطانية نظرًا إلى تنسيقها السيئ وتكتيكاتها البدائية وإهدارها للقوة البشرية، الأمر الذي منح الألمان فرصة للتركيز على مواردهم الأقل أهمية على جبهات ضيقة.
لم تتكرر مطلقًا خسارة نحو 57 ألف جندي بريطاني في يوم واحد، إلا أنه منذ 2 حتى 13 يوليو، كان البريطانيون قد تكبدوا نحو 25 ألف، وتغير معدل الخسائر من نحو 60 ألف إصابة في اليوم الواحد إلى 2.083. منذ 1 حتى 10 يوليو، تكبد الألمان خسائر قدرت بنحو 40.187 مقابل إجمالي خسائر للبريطانيين قدرت ب85 ألف منذ 1 حتى 13 يوليو. نال تأثير المعركة على المدافعين اهتمامًا أقل في المؤلفات التي كتبت باللغة الإنجليزية. دفع الضغط الذي فرضته الهجمات البريطانية بعد 1 يوليو والتقدم الفرنسي على الضفة الجنوبية بالجنرال فريتز فون بيلو إلى إصدار أمر في 3 يوليو يحظر أي انسحابات طوعية إضافية («على العدو أن ينحت طريقه فوق أكوام من الجثث») بعد تسريح فالكنهاين للجنرال ماجور بول غرونرت وقائد أركان الجيش الثاني جنرال المشاة غنثر فون بانيفيتز، قائد الفيلق السابع عشر، بسبب إصدارهم أوامر بانسحاب القوات إلى الموقع الثالث القريب من بيرون. كان الهجوم الألماني على فيردون قد اختصر مسبقًا في 24 يونيو للمحافظة على الذخيرة والقوة البشرية، وبعد فشل الاستيلاء على فورت سوفيل في فيردون في 12 يوليو، أمر فالكنهاين ب «دفاع مستميت» ونقل المزيد من القوات والمدفعية إلى جبهة السوم، وهو ما كان التأثير الاستراتيجي الأول للهجوم البريطاني الفرنسي.

## الخلفية

### تطورات استراتيجية
كان رئيس أركان حرب ألمانيا، إيريش فون فالكنهاين، ينوي كسر التحالف الفرنسي البريطاني وإنهاء الحرب، وذلك قبل أن تتعرض قوى المحور لهزيمة ساحقة من قبل قوات الحلفاء المتفوقة عسكريًا. ومن أجل تحقيق نصر حاسم، كان فالكنهاين يحتاج لإيجاد طريقة يخترق عبرها الجبهة الغربية ويهزم الاحتياط الاستراتيجي الذي يمكن للحلفاء أن يضعوه في طريق أي اختراق. خطط فالكنهاين لاستدراج الفرنسيين إلى الهجوم عبر تهديد نقطة حساسة قريبة من خط الجبهة القائم. اختار فالكنهاين شن الهجوم باتجاه فيردون على مرتفعات ميوز للسيطرة على الأرض التي كانت تطل على فيردون بهدف جعل الدفاع عنها غير ممكن. وكان يتوجب على الفرنسيين أن يشنوا هجومًا مضادًا على أرض يسيطر عليها الجيش الألماني ومطوقة بمجموعة من المدفعية الثقيلة، وهو ما كان من المحتم أن يؤدي إلى خسائر هائلة ويجعل الجيش الفرنسي على وشك الانهيار. وبذلك لن يكون لدى البريطانيين من خيار سوى البدء بهجوم خاطف لإراحة الفرنسيين بتحييد الألمان عن فيردون، إلا أنهم كانوا سيتكبدون أيضًا خسائر هائلة. وإن لم تكن تلك الهزائم كافية، ستهاجم ألمانيا كلا الجيشين وستنهي التحالف الغربي إلى الأبد. 
تسبب طول المعركة غير المتوقع وتكلفة الهجوم على فيردون والتقليل من أهمية الحاجة إلى استبدال الوحدات المنهكة هناك باستنزاف الاحتياطي الاستراتيجي الألماني المتمركز خلف الجيش السادس الذي كان يسيطر على الجبهة بين هانسكامبس 11 ميل (18 كم) جنوبي غرب الآراس وسانت إيلوي جنوب إيبرس وحوّل استراتيجية الهجوم الألماني المضاد شمال السوم إلى استراتيجية دفاعية سلبية ومستميتة. على الجبهة الشرقية، بدأ هجوم بروسيلوف في 4 يونيو وفي 7 يونيو أُرسلت فيالق ألمانية إلى روسيا من الجيش الاحتياطي الغربي، تلاها سريعًا فرقتان. بعد الفشل في الاستيلاء على فورت سوفيل في فيردون في 12 يوليو، أُرغم فالكنهاين على إيقاف الهجوم وتعزيز الدفاعات على جبهة السوم، على الرغم من أن الجيش الخامس كان على مشارف تحقيق الأهداف الاستراتيجية للهجوم. 
كانت الخطة الفرنسية البريطانية لهجوم على السوم قد خُطط لها في مؤتمر شانتيلي في شهر ديسمبر من عام 1915 كجزء من هجوم عام للحلفاء، البريطانيين والفرنسيين والإيطاليين والروس. وسرعان ما قُوضت النوايا الفرنسية والبريطانية عبر هجوم ألماني في فيردون بدأ في 21 فبراير من عام 1916. كان الهدف الأصلي بالنسبة للبريطانيين شن هجمات تحضيرية في عام 1916 قبل شن هجوم فرنسي بريطاني ضخم من لاسيني إلى غومكورت، كان البريطانيون سيشاركون فيه بكل قواتهم التي كانت ما تزال متاحة لديهم. وكان الفرنسيون سيشنون هجومًا عبر 39 فرقة على جبهة تمتد على 30 ميلًا (48 كم) والبريطانيون عبر 25 فرقة على امتداد 15 ميلًا (24 كم) على الخاصرة الفرنسية الشمالية. دفع سير المعركة في فيردون بالفرنسيين إلى أن يقللوا تدريجيًا من عدد فرق عملياتهم في السوم، إلى أن أصبحت مجرد هجوم داعم للبريطانيين على جبهة تمتد على 6 أميال (9.7 كم) عبر 5 فرق فقط. كانت النية الأساسية تحقيق تقدم سريع باتجاه الشرق نحو الأراضي المرتفعة وراء السوم وأنهار تورتيل، سيحتل البريطانيون خلالها الأراضي الواقعة خلف نهر الأنكر الأعلى. وعندها سيهاجم الجيشان المتحدان باتجاه جنوب الشرق وشمال الشرق لتطويق الدفاعات الألمانية على خاصرتي الاختراق. بحلول 1 من شهر يوليو، كان الطموح الاستراتيجي لهجوم السوم قد تضاءل من ضربة حاسمة ضد ألمانيا إلى تخفيف الضغط عن الجيش الفرنسي في فيردون والمساهمة، مع الجيشين الإيطالي والروسي، في الهجوم المشترك للحلفاء. 

### تطورات تكتيكية

#### 1 يوليو
كان اليوم الأول في السوم اليوم الأول في معركة ألبيرت (1-13 يوليو 1916). هاجمت 9 فيالق من الجيش الفرنسي السادس والجيشين البريطانيين الثالث والرابع الجيش الألماني الثاني (الجنرال فريتز فون بيلو) من فوكوكورت جنوب السوم إلى سير شمال الأنكر وما بعد غومكورت ب 2 ميل (3 كم). كان هدف الهجوم الاستيلاء على الموقعين الألمانيين الأول والثاني من جنوب سير حتى طريق ألبيرت باباوم والموقع الأول من جنوب الطريق إلى فوكوكورت.